# Glavičorak
Glavičorak är en ort i Bosnien och Hercegovina.   Den ligger i entiteten Republika Srpska, i den nordöstra delen av landet, 110 km norr om huvudstaden Sarajevo. Glavičorak ligger 103 meter över havet och antalet invånare är 195.
Terrängen runt Glavičorak är platt.Närmaste större samhälle är Brčko, 15,1 km nordväst om Glavičorak. 
Trakten runt Glavičorak består till största delen av jordbruksmark. Runt Glavičorak är det ganska tätbefolkat, med 67 invånare per kvadratkilometer.